# Edina Hrustic
Edina Hrustic, tidigare Halilović, född 3 augusti 1988 i Bosnien och Hercegovina i Jugoslavien, är en svensk journalist och programledare.
Hrustic har bland annat arbetat för SVT Nyheter Skåne, SVT Nyheter Blekinge och SVT Nyheter Helsingborg samt Sverige idag.
Hon har även deltagit i andra TV-produktioner, som den traditionsenliga sändningen av Lunds studentsångares framträdande på 1 maj 2020 då programmet sändes från AF-borgens tak och med färre sångare på grund av coronapandemin.
Hon producerade ett inslag till TV-serien Mitt Sverige  om unga män i Malmöstadsdelen Kroksbäck.
Tidigare har hon även arbetat på P4 Malmöhus.